# Net iets meer
Net iets meer is een lied van de Nederlandse rapper Lil' Kleine in samenwerking met de Nederlandse rapper Bokoesam. Het werd in 2017 als single uitgebracht en stond in hetzelfde jaar als zeventiende track op het album Alleen van Lil' Kleine.

## Achtergrond
Net iets meer is geschreven door Julien Willemsen, Jorik Scholten en Samuel Sekyere en geproduceerd door Jack $hirak. Het is een nummer uit het genre nederhop. In het lied rappen de artiesten over een vrouw waarmee ze al de hele avond dansen en met wie ze seks en een relatie mee willen hebben. De single heeft in Nederland de dubbelplatina status.
Het is niet de eerste keer dat de twee artiesten met elkaar samenwerken. Eerder waren ze beiden al te horen op Investeren in de liefde, No go zone, Hoog / laag en Dom dom dom.

## Hitnoteringen
De artiesten hadden succes met het lied in de hitlijsten van Nederland. Het piekte op de veertiende plaats van de Nederlandse Single Top 100 en stond 35 weken in deze hitlijst. De Nederlandse Top 40 werd niet bereikt; het kwam hier tot de zesde plaats van de Tipparade.